# Lourinia nicobarica
Lourinia nicobarica är en kräftdjursart. Lourinia nicobarica ingår i släktet Lourinia och familjen Louriniidae. Inga underarter finns listade i Catalogue of Life.